# Concurso-Subasta Nacional de Ganado Selecto de Vacuno Pirenaico

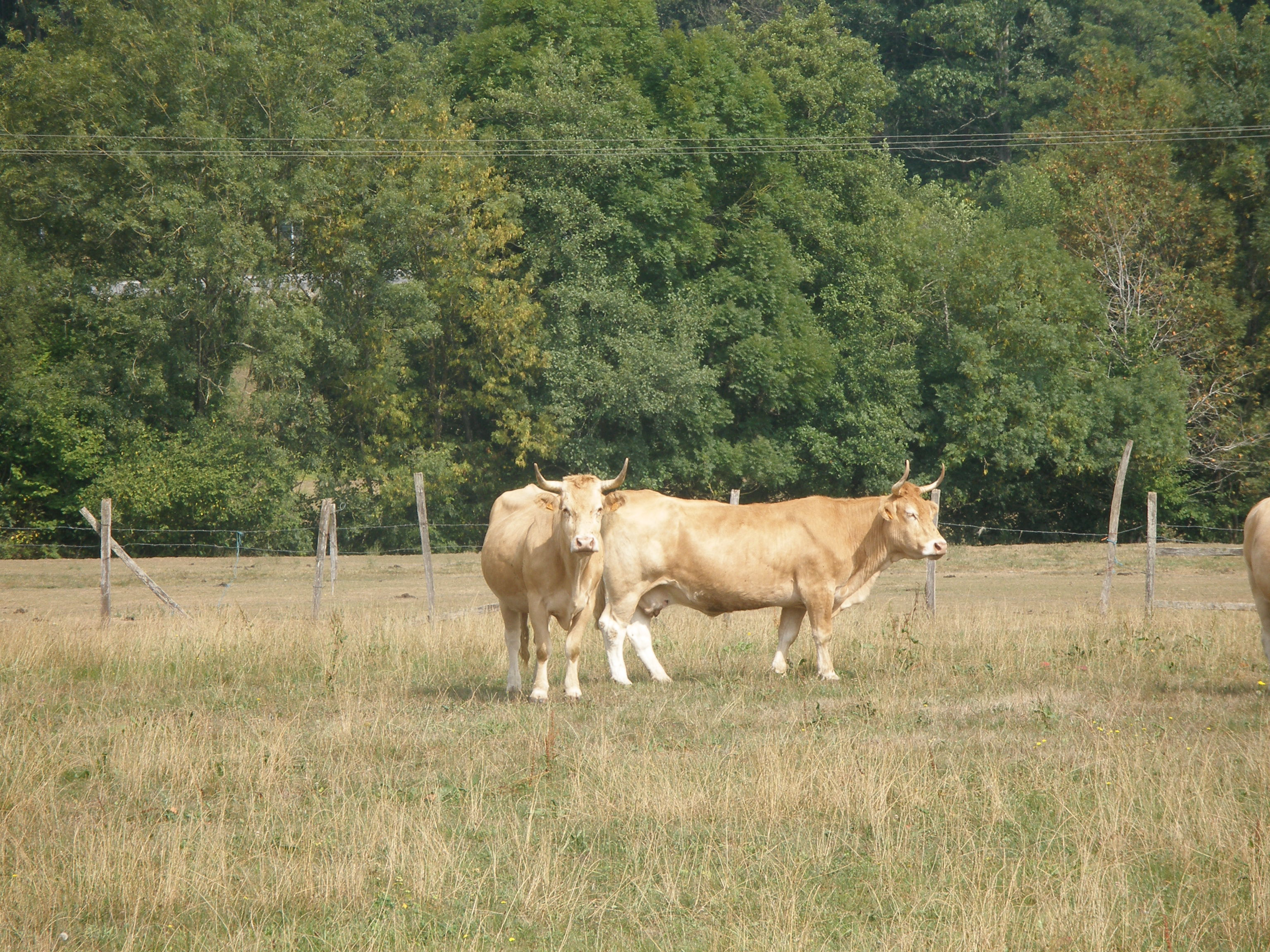
Dos vacas pirenaicas.

El Concurso-Subasta Nacional de Ganado Selecto de Vacuno Pirenaico es un certamen anual sobre la raza de ganado vacuno Pirenaica que se celebra cada año en la localidad navarra de Elizondo (Valle del Baztán), y que comenzó a celebrarse en 1988.

## Organización
El concurso está organizado por el ayuntamiento de la localidad y la Confederación Nacional de Asociaciones de Ganado Vacuno Pirenaico (CONASPI). Además cuenta con la colaboración de la marca Reyno Gourmet del Gobierno de Navarra y de la  Indicación Geográfica Protegida Ternera de Navarra.

## Evolución
Este concurso ganadero de interés nacional, se ha convertido además con el paso de los años, en un evento gastronómico y cultural ya que durante la celebración del mismo se han incorporado las Jornadas Gastronómicas de la Pirenaica, la ruta gastronómica de la Ternera de Navarra y el Concurso de pinchos, bustis y caldos de ternera.